# Réserve écologique du Père-Louis-Marie

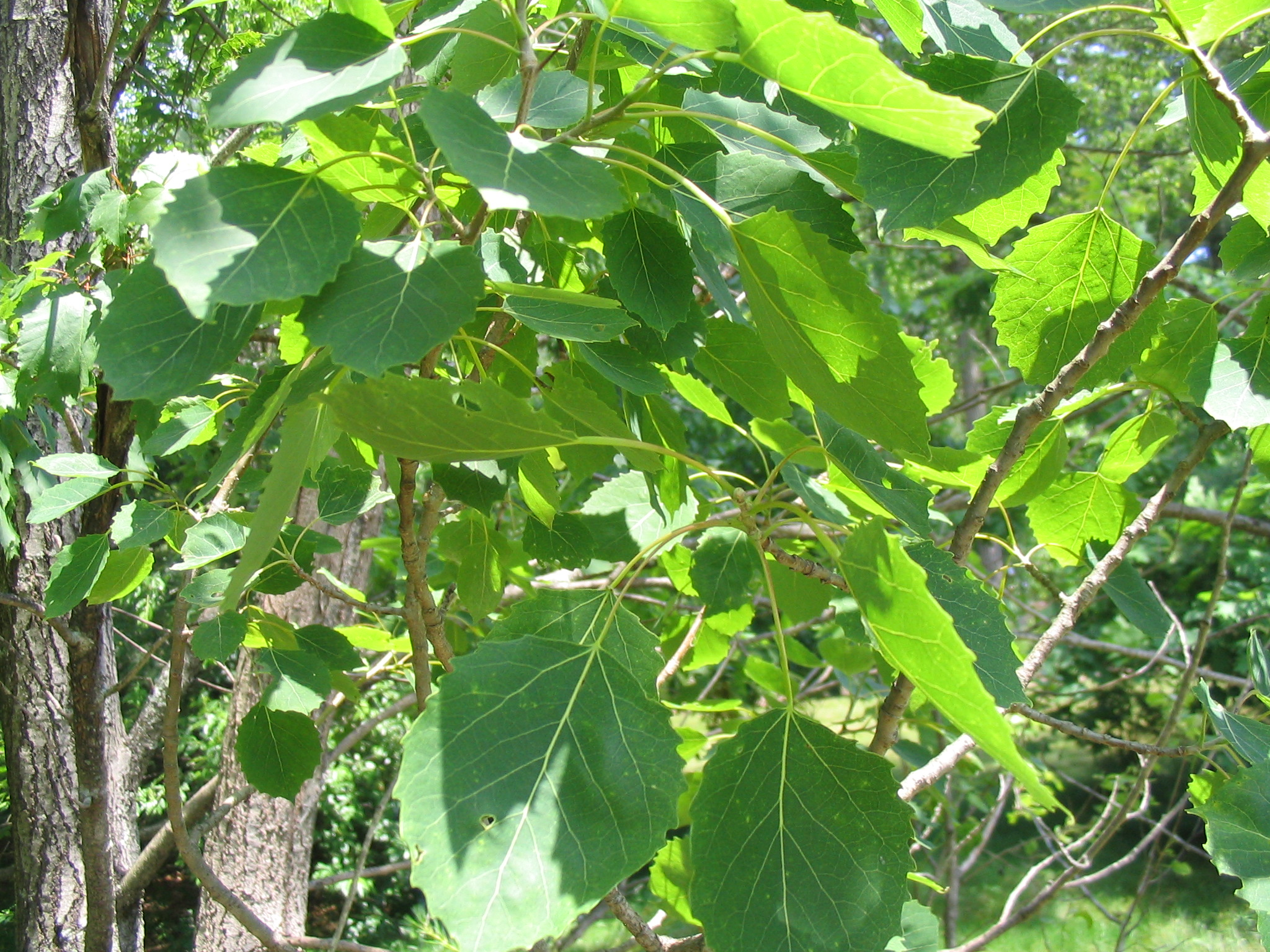
Populus grandidentata, engl. "Bigtooth Aspen", franz. "Peuplier à grandes dents", eine nur im Osten Nordamerikas vorkommende Pappelart

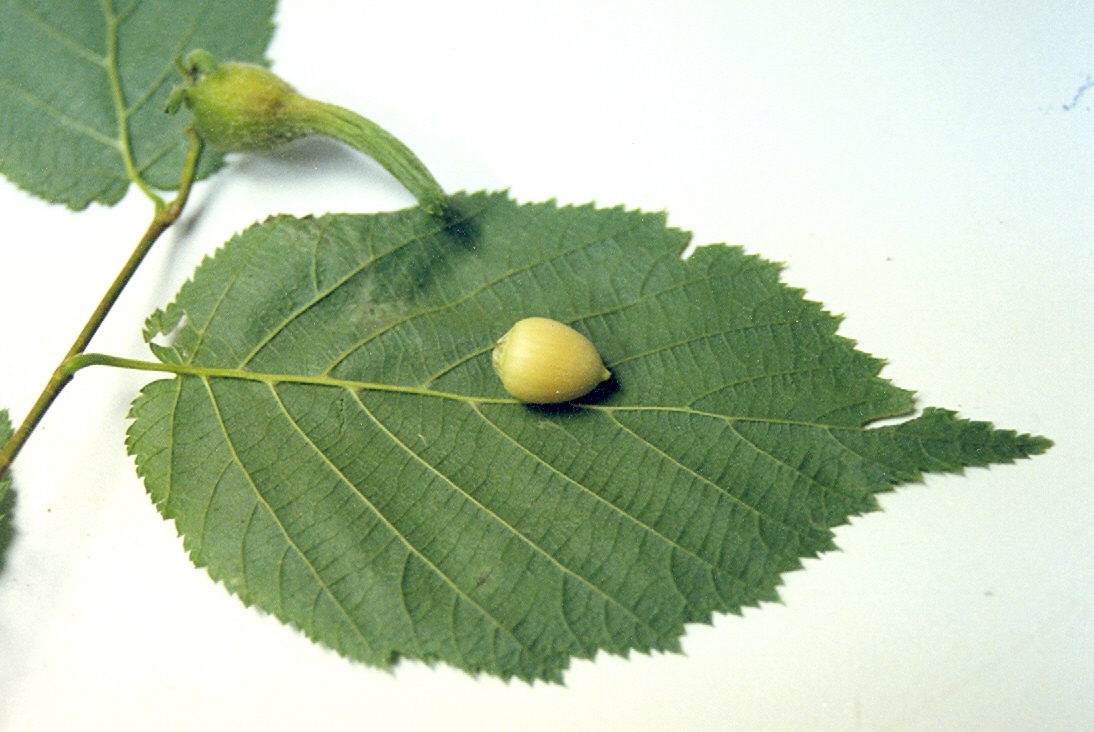
Blatt und Nuss des Corylus cornuta, einer Haselart, die die Anishinabe ᐊᓂᔑᓈᐯᒧᐎᓐ bzw. bagaanimizh nennen

Die Réserve écologique du Père-Louis-Marie ist ein im Jahr 1993 auf einer Fläche von 315 ha eingerichtetes Schutzgebiet im Südwesten der kanadischen Provinz Québec in der regionalen Grafschaftsgemeinde La Vallée-de-la-Gatineau. 
Es liegt 25 km südöstlich der Gemeinde Maniwaki am Lac des Trente et Un Milles, zwischen den Buchten Baie des Sables und Baie Desjardins sowie einem Teil der Baie de Mackenzie. Es repräsentiert und schützt die für das mittlere Gatineau-Gebiet typischen Wälder, in denen die Gelb-Birke vorherrscht. Hier finden sich neben dem Zucker-Ahorn einer der nördlichsten Standorte des Schwarzen Zucker-Ahorns.
Das Schutzgebiet ist typisch für die oberen Laurentiden, bzw. diesen Teil des Kanadischen Schilds. Das Gebiet befindet sich zwischen 250 und 500 m über dem Meeresspiegel, wobei einige Senken bis auf 150 m abfallen. Der Untergrund besteht vielfach aus Kalkstein und Marmor, auf dem während und nach der letzten Eiszeit Tillit abgelagert wurde, der allerdings vielfach von Fels durchbrochen wird. Von Fels und Gestein durchsetzte Braunerde und Podsol umschreibt die Böden der Region, in den tieferen Lagen mit erheblich stärkeren Lagen organischen Materials. 
Neben der Gelbbirke findet sich die Weymouth-Kiefer (französisch pinède blanche), häufig assoziiert mit Corylus cornuta aus der Gattung der Hasel, oder, in Abhängigkeit von der Tiefe des Bodens, auch mit Gelb-Birken. Aber auch Populus grandidentata, eine Pappelart, die es nur im Nordosten der USA und im Südosten Kanadas gibt, sowie Tannen und Balsam-Pappel.
Dem Weißwedelhirsch bieten die Baumarten des Schutzgebiets reichhaltige Nahrung, auch im Winter.

## Namensgeber
Der Name des Gebiets geht auf Père Louis-Marie Lalonde (1896–1978) zurück, der 1962 der Université Laval ein Herbarium mit mehr als 100.000 Exemplaren vermachte.